# Kamp Batu Lintang
Het Kamp Batu Lintang (ook bekend als de Lintang Barakken en het Kuching krijgsgevangenenkamp) te Kuching op het eiland Borneo was een Japans interneringskamp tijdens de Tweede Wereldoorlog, waar Engelse officieren en manschappen maar ook veel soldaten van het Indische leger en Nederlandse burgers gevangen zaten.

## Inleiding

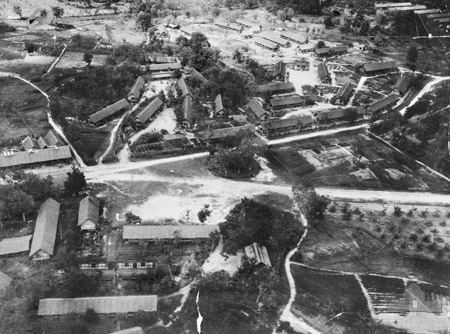
Het Batu Lintangkamp vanuit de lucht gezien

Het Kamp Batu Lintang was ongewoon voor een jappenkamp omdat er zowel geallieerde krijgsgevangenen als geïnterneerde burgers werden gehuisvest. Het was in functie vanaf maart 1942 tot de bevrijding van het kamp op 11 september 1945; de barakken waren oorspronkelijk gebouwd als Brits-Indische leger-barakken. Het oorspronkelijke terrein werd door de Japanners uitgebreid tot een oppervlakte van 20 hectare. Het aantal bewoners van het kamp varieerde vanwege transporten tussen diverse kampen op Borneo en als gevolg van het hoge sterftecijfer onder de gevangenen.
Het grootst aantal bewoners was omstreeks 3000 gevangenen maar dit aantal verminderde toen de omstandigheden slechter werden. Het leven in het kamp was hard; krijgsgevangenen en geïnterneerde burgers leden onder voedseltekorten, ziekten en uitputting en kregen geen medicijnen. Zij werden gedwongen te werk gesteld, mishandeld, kregen geen passende kleding en hadden erbarmelijke woningen. Van de 2000 Engelse krijgsgevangenen die in het kamp werden opgesloten, overleed twee derde aan uitputting en ziekten, moord met voorbedachten rade of mishandeling. Er was gedurende 2½ jaar (vanaf februari 1943 tot de bevrijding van het kamp) een radiozender operationeel, waardoor de gevangenen in de gelegenheid waren de krijgsverrichtingen te volgen. Ontdekking van de zender had waarschijnlijk de dood van allen die erbij betrokken waren tot gevolg gehad. De capitulatie van Japan vond plaats op 15 augustus 1945; het Batu Lintangkamp werd bevrijd op 11 september 1945 door de 9de Australische Divisie.
Toen het kamp bevrijd werd telde het 2024 inwoners, waaronder 1392 krijgsgevangenen, 395 mannelijke gedetineerden en 237 vrouwen en kinderen. Onder de papieren van de Japanners die in het kamp werden aangetroffen lagen twee executiebevelen. Beide documenten beschreven de aanbevolen wijze van executie van iedere krijgsgevangene en geïnterneerde in het kamp. Het eerste executiebevel, bedoeld voor 17 of 18 augustus, was niet uitgevoerd; het tweede zou de 15de september in werking treden. Aldus werd door de bevrijding van het kamp de moord op meer dan 2000 mannen, vrouwen en kinderen voorkomen.

## Locatie en organisatie

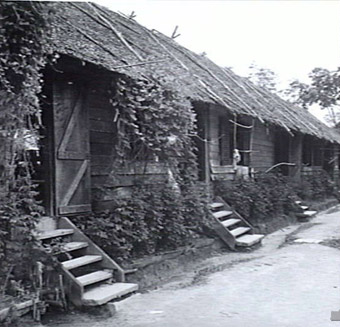
Barakken in het kamp

Kuching ligt ongeveer 35 kilometer vanaf de zee stroomopwaarts van de Sarawak-rivier. Het kamp was omstreeks 5 kilometer zuidoostelijk van genoemde plaats. De barakken werden begin 1941 door het gouvernement van Sarawak aangelegd, toen Engeland, in een overeenkomst met de raja van Sarawak, het tweede bataljon, vijftiende Punjab-regiment van het Brits-Indische leger daarheen zond om Sarawak tegen een Japanse aanval te beschermen. Het kamp was vrijwel afgebouwd in mei 1941. De Japanners vielen Borneo midden december 1941 aan, toen zij landden op de westkust bij Miri. De Japanse bezetting eindigde op 23 januari 1942 met de landing bij Balikpapan op de oostkust.
De eerste geallieerde gevangenen die in het kamp werden opgesloten midden maart 1942 waren ongeveer 340 Engelse en Indische soldaten. Gedurende het verloop van de oorlog werden er zowel krijgsgevangenen als geallieerde burgers gevangengezet. De lokale bevolking, waaronder etnische Chinezen, werden niet naar het kamp gezonden, hoewel enkelen van hen gevangengezet werden in de gevangenis van Kuching. De geallieerde burgergevangenen kwamen uit alle delen van Borneo: van Noord-Borneo (nu Sabah), uit Brunei, de Straits Settlements, van het eiland Labuan en uit Sarawak; al deze gebieden hadden onder Brits bestuur gestaan; ook waren er krijgsgevangenen uit Nederlands-Borneo, nu Kalimantan. De krijgsgevangenen kwamen onder meer van het vasteland van Maleisië en Java, maar ook uit Borneo. Veel van hen hadden al in doorgangskampen gezeten, zoals die op het eiland Berhala, voordat zij naar Batu Lintang getransporteerd werden. Het kamp werd officieel op 15 augustus 1942 geopend, toen er een herdenkingssteen aldaar werd geplaatst.

### Interne organisatie

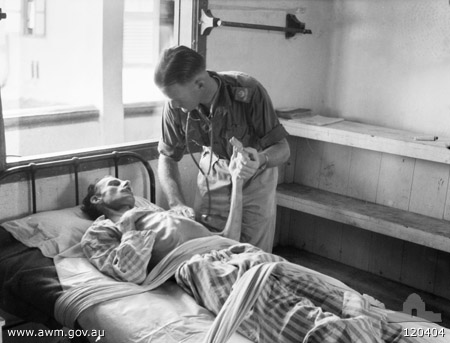
Mishandelde krijgsgevangene na de bevrijding van het kamp

De Japanse kampcommandant was luitenant-kolonel Tatsuji Suga; hij was tevens commandant van alle krijgsgevangenen- en interneringskampen op geheel Borneo; dat waren de kampen te Jesselton, Sandakan en korte tijd op het eiland Labuan; verder te Tarakan, Bandjermasin en Kandangan. Suga was hierdoor niet vaak aanwezig te Batu Lintang. Zijn tweede man was luitenant, later kapitein Nagata. De meeste kampbewakers waren Koreanen en enkele Taiwanezen. Er stonden een groot aantal gebouwen voor de administratie, winkels voor het personeel, huizen voor de bewakers en een kampziekenhuis.
Het gehele kamp werd afgesloten door een 8 kilometer lange prikkeldraadomheining. De geïnterneerden waren verdeeld in categorieën en verdeeld over verschillende afdelingen, die ieder ook weer omheind waren met prikkeldraad. Er bestonden 8 tot 10 afdelingen, hoewel de opzet daarvan wisselde gedurende de tijd dat het kamp in werking was. In het begin werden Engelse officieren bij militairen met een andere rang ingedeeld; later werden zij echter apart gehouden op twee speciale afdelingen; op een zeker moment werden Indonesische soldaten en Nederlandse officieren samen in een afdeling ingedeeld, terwijl zij gedurende een andere periode weer gescheiden werden. De Indiase krijgsgevangenen werden op verschillende locaties ingedeeld tijdens het bestaan van het kamp. Indelingen als deze werden beslist bij aankomst of vertrek van de verschillende gevangenen; Batu Lintang deed namelijk ook dienst als doorgangskamp. De Australische en Engelse soldaten die later vermoord zouden worden tijdens de dodenmarsen van Sandakan werden hier eerder tijdelijk vastgehouden.

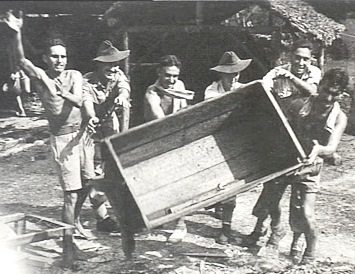
Krijgsgevangenen gooien hun voedertroggen weg

### Indeling van het kamp
De belangrijkste groepen krijgsgevangenen waren Engelse officieren, Australische officieren en onderofficieren, officieren van het Indische leger en Engelse militairen van lagere rang, personeel van het Brits-Indische leger (2de en 15de Punjab-regiment) en soldaten van het Indische leger. Het Engelse en Australische personeel was na de verloren Slag om Singapore, voor het grootste gedeelte van Malaya en Singapore naar Borneo gezonden, terwijl de soldaten van het Indische leger en het Punjab-regiment gecapituleerd hadden na de Slag om Borneo, en vervolgens als krijgsgevangenen naar het Batu Lintangkamp waren gezonden. De burgergeïnterneerden bestonden voor het grootste gedeelte uit Nederlandse rooms-katholieke priesters, Engelse burgers (waaronder kinderen) en Engelse en Nederlandse nonnen.
Iedere afdeling had zijn eigen "kampmeester" (of "kampmeesteres", bij de vrouwenafdeling). De kampmeester was verantwoordelijk voor de contacten tussen de geïnterneerden en de Japanse kampbewakers. Iedere afdeling bestond uit een aantal langgerekte gebouwen, ongeveer 30 meter lang, waarbinnen 30-100 mensen gehuisvest werden. Aan het hoofd van deze mensen stond de barakmeester. De kamp- en barakmeesters werden door kolonel Suga benoemd. Nederlandse soldaten beneden de rang van onderofficier en ongeveer 50 Engelse soldaten waren in een aparte afdeling bij het vliegveld van kampong Batu Tujoh (ook bekend als Bukit Stabah), dicht bij Kuching, ondergebracht. Batu Lintang had ook gebieden waar veel rubberbomen groeiden, omdat daar ooit een plantage was geweest; dit was vrijwel de enige plaats waar enige schaduw te vinden was.

### Afdelingen

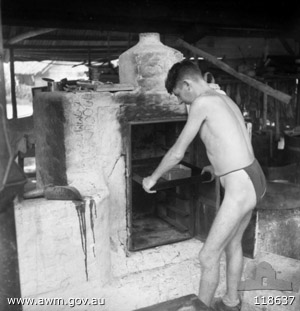
Krijgsgevangene in de kleding van het kamp

De omstandigheden waaronder men moest leven in de afdelingen waren slecht. Iedere persoon kreeg een kleine ruimte binnen de barak, waarin geslapen werd, enige persoonlijke bezittingen bewaard konden worden en waar men at. Engelse officieren en onderofficieren hadden de minst slechte afdeling omdat aldaar een stuk land was dat bewerkt kon worden. Op 5 februari 1943 werden zij overgeplaatst naar een andere afdeling. Luitenant-kolonel M.C. Russell voerde hier het bewind tot zijn dood op 5 juni 1943, waarna hij opgevolgd werd door luitenant-kolonel T.C. Whimster. Deze afdeling telde in september 1944 134 man. Het gebied was 1 hectare groot en had 0,6 hectare aan bewerkbare grond ter beschikking. Toen het kamp bevrijd werd telde het 178 Australische officieren en onderofficieren, die waren ondergebracht in een gebied waar geen land was dat gebruikt kon worden voor voedselproductie. De officier die daar het bewind voerde was luitenant-kolonel A.W. Walsh. Australische militairen van lagere rang waren ondergebracht in het kamp te Sandakan. Nederlandse officieren en onderofficeren hadden geen bewerkbare grond en het beheer over deze afdeling werd gevoerd door luitenant-kolonel Mars.
Engelse soldaten van mindere rang werden in overvolle barakken gehuisvest zonder keukens, licht, water en sanitaire voorzieningen. Zij hadden geen bewerkbare grond. Aanvankelijk werd deze afdeling bewoond door 1.500 krijgsgevangenen; later kwamen er meer bewoners totdat de bevolking 2000 zielen telde. Aan het einde van de oorlog was dit aantal echter teruggelopen tot ongeveer 750. De officier die de verantwoordelijkheid over deze afdeling had was sergeant-majoor (later tweede luitenant) S.T. Sutherland. Van de soldaten uit het Brits-Indische leger werden de soldaten van het 2de en 15de Punjab-Regiment geïnterneerd in het Batu Lintangkamp. Deze krijgsgevangenen werden gehuisvest in twee hutten en hadden geen bewerkbare grond. Indonesische soldaten uit het Indische leger werden gehuisvest in een kleine afdeling, dicht bij het Britse equivalent daarvan.
Rooms-katholieke priesters, broeders en andere leden van de kerk, de meesten van Nederlandse of Ierse nationaliteit, bewoonden een aparte afdeling en hadden een groot stuk land dat ze konden bewerken. In totaal woonden hier 110 mensen, waaronder 44 kapucijnen, 5 montfortanen, 22 Broeders van Huijbergen en 30 missionarissen van Mill Hill. In 1943 waren er ongeveer 250 mannelijke burgerlijke geïnterneerden (waaronder niet inbegrepen rooms-katholiek missiepersoneel) op een aparte afdeling. Vanaf juli 1942 tot 14 november 1944 was de kampmeester aldaar C.D. Le Gros Clark (de broer van Wilfrid Le Gros Clark, de voormalige secretaris van het gouvernement van Sarawak). Luitenant-kolonel W.C.C. Adams was een tijd assistent-kampmeester en fungeerde later als de opvolger van Le Gros Clark.
De vrouwen (waaronder nonnen en kinderen) werden in een afdeling in het westelijke gedeelte van het kamp gehuisvest. Deze afdeling was iets verwijderd van de anderen en de geïnterneerden bestonden voornamelijk uit Nederlandse en Engelse vrouwen, een paar Indo's en Chinese vrouwen en vier Amerikaanse vrouwen, waaronder Agnes Newton Keith. Het bewind was hier relatief licht en de bewoners hadden een stuk grond dat bewerkt kon worden. De kampmeesteres was aanvankelijk Moeder Bernadine, een Engelse rooms-katholieke non maar toen zij ziek werd kwam de leiding in handen van Dorie Adams, de vrouw van de kampmeester in een andere afdeling. De vrouwen waren gehuisvest in 5 kleine barakken en iedere persoon had een persoonlijke ruimte van 1.8 bij 1.2 meter, waarbinnen men leefde en de persoonlijke bezittingen kon bewaren. In maart 1944 telde deze vrouwenafdeling 280 mensen, waaronder 34 kinderen. In september 1944 was het aantal inwoners afgenomen tot 271 en bij de bevrijding bestond de bezetting uit 237 vrouwen en kinderen.

## Situatie in het kamp

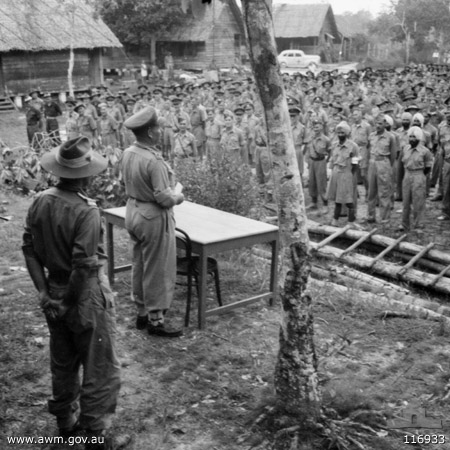
De gevangenen wordt verteld dat ze door de geallieerden bevrijd zijn

### Ziekten
Er was een kampziekenhuis opgezet, dat werd beheerd door een Japanse officier van gezondheid, Dr. Yamamoto; de gevangenen geloofden dat zijn motto was: live and let die en noemden de plaats een smerig door ziekten aangetast pesthol. Hij bezocht nooit zijn zieken en gaf de order dat geen voedselrantsoenen mochten worden toegekend aan de patiënten in het ziekenhuis. Het ziekenhuis bestond in 1943 uit drie hutten; een aparte hut werd later voor tuberculosepatiënten gebouwd; begin september 1945 had het ziekenhuis 30 bedden, die onder supervisie stonden van luitenant-kolonel E.M. Sheppard. Er waren geen medicijnen, behalve kleine doses kinine en aspirine. Yamamoto sloeg zijn patiënten vaak zo hard dat ze ter plaatse neervielen. Er was geen anestheticum beschikbaar voor operaties.
Het sterftecijfer onder de Engelse soldaten was extreem hoog: meer dan 60% van deze krijgsgevangenen overleed in het kamp. Er wordt wel gedacht dat dit hoge cijfer kwam doordat deze soldaten rechtstreeks uit Europa waren gekomen en nog niet geacclimatiseerd waren of bekend met de hygiëne in de tropen. Tropische zweren als het gevolg van difterie waren de meest voorkomende ziekteverschijnselen, samen met dysenterie, malaria, beriberi, dengue, schurft en andere ziekten. In januari 1943 waren 600 van de 1000 man te ziek om te werken door beriberi en huidziekten. Het aantal doden als gevolg van dysenterie steeg tegen het einde van de oorlog; een Engelse onderofficier, E.R. Pepler schreef dat mannen daalden in lichaamsgewicht van een normale 64 kilo tot 19-25 kilogram; naarmate de tijd verstreek nam het aantal doden in ons kamp (door dysenterie) steeds toe tot twee tot drie per dag.

### Uithongering
Ook de slechte voedingstoestand was de oorzaak van veel ziekten en droeg belangrijk bij tot het hoge sterftecijfer in het kamp; de dood van minstens 600 man werd toegeschreven aan ondervoeding. Volgens de geallieerden die het kamp later kwamen bevrijden voerden de Japanners een bewuste politiek van versterving door uithongering. In een brief, gedateerd 14 september 1945, beschreef een Australische officier de situatie en zei: uit de hoeveelheid voedsel die beschikbaar was in Kuching en in de opslagruimten in de Japanse opslagplaatsen bleek dat er voedsel genoeg was voor de gevangenen maar dat de Japanners hadden gekozen voor bewuste uithongering en sterfte als gevolg daarvan.
Een voormalige gevangene schreef: net als vele anderen kreeg ik pijn door ziekte veroorzaakt door uithongering en naarmate de tijd vorderde werd het steeds moeilijker te werken en werden de nachten een marteling. Mijn ogen gingen hard achteruit en het werd onmogelijk nog te lezen of voorwerpen duidelijk te zien. Het sterftecijfer steeg naar ijzingwekkende hoogten en we begonnen ons te realiseren dat we moesten gaan vechten om te overleven.

### Martelingen en bevelen tot executie

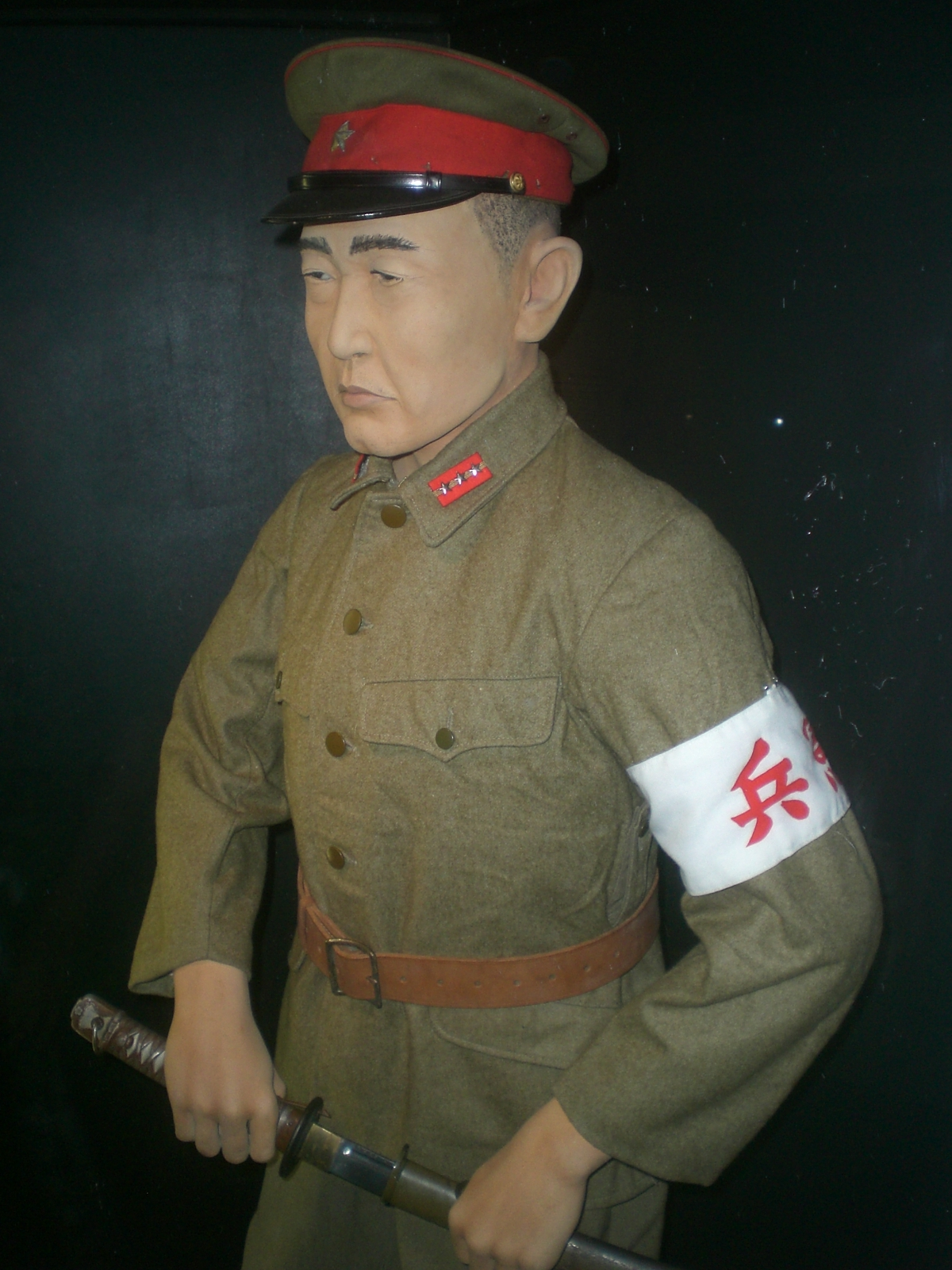
De Kempeitai voerde de martelingen uit

Als een gevolg van mishandeling door de kampbewakers werd de gezondheid van veel krijgsgevangenen ondermijnd. De favoriete wijze van straffen van de Japanse bewakers was het trappen beneden de gordel met zware schoenen, in het gezicht slaan of op het hoofd slaan met een geweerkolf. De meest voorkomende reden voor een pak slaag was dat men niet snel genoeg boog voor een bewaker. Een man werd voor een week verlamd geslagen door een bewaker met als enige reden dat hij niet op tijd de vereiste eerbied betoonde. Een andere wijze van mishandeling die veel voorkwam was om een gevangene in de brandende zon met zijn armen boven zijn hoofd neer te zetten met boven zijn hoofd een blok hout; op het moment dat de gevangene zijn armen liet zakken werd hij daarmee geslagen. Deze straf duurde gewoonlijk tot de gevangene bewusteloos raakte. Krijgsgevangenen die werden verdacht van ernstiger zaken werden ter verhoor bij de Kempeitai gebracht, waar zij verder gemarteld werden. Na de Japanse capitulatie onderzocht een Australische team de Japanse oorlogsmisdaden, die begaan waren te Kuching. Van de 120 bewakers hadden meer dan 70 ernstige misdaden op hun geweten.

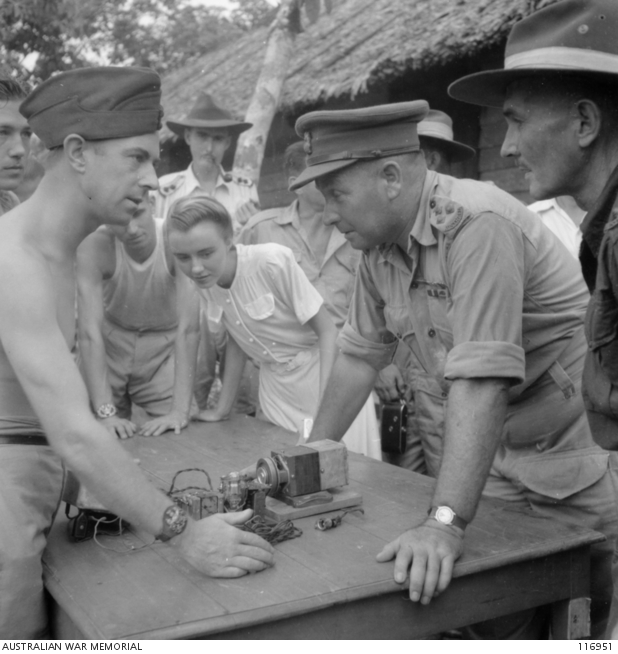
De illegale radio wordt getoond aan de bevrijders

Vlak voordat Japan zich overgaf aan de geallieerden deden geruchten de ronde dat de Japanners van plan waren alle gevangenen te executeren; toen Dr. Yamamoto enige gevangenen mededeelde dat zij naar een nieuw kamp zouden worden overgebracht vreesden zij dus het ergste. Dat was vooral nadat Yamamoto het beloofde kamp als de ideale plaats had voorgesteld.
Op 17 en 18 augustus werd de officiële order uitgevaardigd dat alle krijgs- en burgerlijke gevangenen zouden worden vermoord; deze documenten werden na de bevrijding in het hoofdkwartier van Saga gevonden. De order was niet uitgevoerd, waarschijnlijk door de onvoorwaarlijke overgave van Japan op 15 augustus. Een "dodenmars", zoals die van Sandakan en elders moest worden uitgevoerd door alle mannelijke gevangenen die fysiek daartoe in staat waren, alle overige gevangenen zouden op een andere wijze worden vermoord. Het lag in de bedoeling dat de krijgsgevangenen en de mannelijke gedetineerden naar een ander kamp zouden marcheren en aldaar met de bajonet worden vermoord. Alle zieken, die niet in staat zouden zijn te marcheren, zouden te Kuching worden vermoord en alle vrouwen en kinderen zouden worden verbrand in de barakken waar zij leefden.
De order van de 15de september 1945, die voorschreef dat alle geïnterneerden moesten worden omgebracht, werd gevonden in een administratiegebouw in Batu Lintang; de order luidde dat de vrouwen en kinderen vermoord moesten worden door middel van vergiftigde rijst, de geïnterneerde mannen en monniken moesten doodgeschoten worden en de lijken vervolgens verbrand, de krijgsgevangenen zouden het oerwoud in gedreven worden en aldaar vermoord en verbrand worden. De zieken en zwakken, die achter zouden blijven te Batu Lintang moesten met de bajonet vermoord worden, waarna het gehele kamp in brand zou worden gestoken.

### Kerkhof
In het begin werden de doden begraven op een begraafplaats bij Kuching, maar door het hoge sterftecijfer raakte deze plaats al snel gevuld; in november 1942 werd op een ander terrein, gelegen ten zuidoosten van het kamp, een nieuw kerkhof aangelegd. Dit kerkhof werd bekend als "Boot Hill" en was zichtbaar vanuit het kamp. Eerst werden de doden begraven in kisten maar al snel was men, door het grote aantal doden en tekorten aan hout, gedwongen de doden te begraven in rijstzakken of lakens. De lichamen werden naar het graf gedragen in een houten kist, die steeds hergebruikt werd.
Een krijgsgevangene schreef in juni 1945: Ik ben doodsbang door de grote aantallen graven op het kerkhof. Er sterven er zoveel dat een aantal van de doodgravers de gehele tijd bezig is en extra porties eten krijgt, zodat zij sterk genoeg blijft om te kunnen graven. Na de bevrijding werden de lichamen opgegraven en naar Labuan gezonden om herbegraven te worden op het militaire kerkhof aldaar. Een groot aantal lichamen van gevangenen van Batu Lintang die aldaar nu begraven zijn kon niet worden geïdentificeerd omdat na de Japanse overgave door Suga veel kampen en daarmee de administraties vernietigd waren. Het kerkhof te Labuan wordt beheerd door de Commonwealth War Graves Commission.

## Einde van de oorlog
Ondanks de capitulatie van de Japanners bleven zij toch de leiding over het kamp behouden tot 11 september. Tijdens deze periode werd er geen werk meer verricht en werden de gevangenen ook niet meer geslagen. Drie Beaufighters lieten op 16 augustus pamfletten neer met daarop de tekst: Japan heeft zich overgegeven. Van 19-23 augustus lieten vliegtuigen verder overal bladen met oorlogsnieuws vallen op de bekende plaatsen waar men wist dat zich Japanners bevonden. Op 24 augustus liet Suga in een officiële verklaring weten dat Japan gecapituleerd had en de 29ste augustus kreeg hij orders om contact op te nemen met de Australische commandanten. Uiteindelijk bleek dat van de 2000 Engelsen die in het kamp waren opgesloten slechts 750 dat overleefd hadden; 600 daarvan waren chronisch ziek geworden.